# Eumantispa ferruginea
Eumantispa ferruginea is een insect uit de familie van de Mantispidae, die tot de orde netvleugeligen (Neuroptera) behoort. 
Eumantispa ferruginea is voor het eerst wetenschappelijk beschreven door Stitz in 1913.